# Grande Prêmio de San Marino de 2002
Resultados do Grande Prêmio de San Marino de Fórmula 1 (formalmente XXII Gran Premio di San Marino) realizado em Imola em 14 de abril de 2002. Quarta etapa da temporada, foi vencido pelo alemão Michael Schumacher, que subiu ao pódio junto a Rubens Barrichelo numa dobradinha da Ferrari, com Ralf Schumacher em terceiro pela Williams-BMW.

## Classificação
| Pos.   | Nº | Piloto                | Construtor       | Voltas | Tempo/Diferença   | Grid | Pontos |
| ------ | -- | --------------------- | ---------------- | ------ | ----------------- | ---- | ------ |
| 1      | 1  | Michael Schumacher    | Ferrari          | 62     | 1:29:10.789       | 1    | 10     |
| 2      | 2  | Rubens Barrichello    | Ferrari          | 62     | + 17.907          | 2    | 6      |
| 3      | 5  | Ralf Schumacher       | Williams-BMW     | 62     | + 19.755          | 3    | 4      |
| 4      | 6  | Juan Pablo Montoya    | Williams-BMW     | 62     | + 44.725          | 4    | 3      |
| 5      | 15 | Jenson Button         | Renault          | 62     | + 1:23.395        | 9    | 2      |
| 6      | 3  | David Coulthard       | McLaren-Mercedes | 61     | + 1 volta         | 6    | 1      |
| 7      | 11 | Jacques Villeneuve    | BAR-Honda        | 61     | + 1 volta         | 10   |        |
| 8      | 8  | Felipe Massa          | Sauber-Petronas  | 61     | + 1 volta         | 11   |        |
| 9      | 14 | Jarno Trulli          | Renault          | 61     | + 1 volta         | 8    |        |
| 10     | 7  | Nick Heidfeld         | Sauber-Petronas  | 61     | + 1 volta         | 7    |        |
| 11     | 23 | Mark Webber           | Minardi-Asiatech | 60     | + 2 voltas        | 19   |        |
| Ret    | 21 | Enrique Bernoldi      | Arrows-Cosworth  | 50     | Perda de potência | 20   |        |
| Ret    | 16 | Eddie Irvine          | Jaguar-Cosworth  | 45     | Driveshaft        | 18   |        |
| Ret    | 4  | Kimi Räikkönen        | McLaren-Mercedes | 44     | Válvula de escape | 5    |        |
| Ret    | 12 | Olivier Panis         | BAR-Honda        | 44     | Acelerador        | 12   |        |
| Ret    | 17 | Pedro de La Rosa      | Jaguar-Cosworth  | 30     | Driveshaft        | 21   |        |
| Ret    | 24 | Mika Salo             | Toyota           | 26     | Câmbio            | 16   |        |
| Ret    | 20 | Heinz-Harald Frentzen | Arrows-Cosworth  | 25     | Perda de potência | 13   |        |
| Ret    | 9  | Giancarlo Fisichella  | Jordan-Honda     | 19     | Pane hidráulica   | 15   |        |
| Ret    | 10 | Takuma Sato           | Jordan-Honda     | 5      | Câmbio            | 14   |        |
| Ret    | 25 | Allan McNish          | Toyota           | 0      | Pane elétrica     | 17   |        |
| DNQ    | 22 | Alex Yoong            | Minardi-Asiatech |        | Regra dos 107%    |      |        |
| Fonte: |    |                       |                  |        |                   |      |        |

## Tabela do campeonato após a corrida
| Pos.   | Piloto             | Pontos |
| ------ | ------------------ | ------ |
| 1      | Michael Schumacher | 34     |
| 2      | Ralf Schumacher    | 20     |
| 3      | Juan Pablo Montoya | 17     |
| 4      | Jenson Button      | 8      |
| 5      | Rubens Barrichello | 6      |
| Fonte: |                    |        |

| Pos.   | Construtor       | Pontos |
| ------ | ---------------- | ------ |
| 1      | Ferrari          | 40     |
| 2      | Williams-BMW     | 37     |
| 3      | McLaren-Mercedes | 9      |
| 4      | Renault          | 8      |
| 5      | Jaguar-Cosworth  | 3      |
| Fonte: |                  |        |

- Nota: Somente as primeiras cinco posições estão listadas.